# Mabuyidae
Mabuyidae é uma família de répteis do clado Scincomorpha. Está distribuída na América do Sul, Central e Caribe.
A família está classificada em 4 subfamílias:
- Subfamília Chioniniinae Hedges & Conn, 2012
  - Gênero Chioninia Gray 1845
- Subfamília Dasiinae Hedges & Conn, 2012
  - Gênero Dasia Gray 1839
- Subfamília Mabuyinae Mittleman, 1952
  - Gênero Alinea Hedges & Conn, 2012
  - Gênero Aspronema Hedges & Conn, 2012
  - Gênero Brasiliscincus Hedges & Conn, 2012
  - Gênero Capitellum Hedges & Conn, 2012
  - Gênero Copeoglossum Tschudi, 1845
  - Gênero Exila Hedges & Conn, 2012
  - Gênero Mabuya Fitzinger, 1826
  - Gênero Manciola Hedges & Conn, 2012
  - Gênero Maracaiba Hedges & Conn, 2012
  - Gênero Marisora Hedges & Conn, 2012
  - Gênero Notomabuya Hedges & Conn, 2012
  - Gênero Orosaura Hedges & Conn, 2012
  - Gênero Panopa Hedges & Conn, 2012
  - Gênero Psychosaura Hedges & Conn, 2012
  - Gênero Spondylurus Fitzinger, 1826
  - Gênero Varzea Hedges & Conn, 2012
- Subfamília Trachylepidinae Hedges & Conn, 2012
  - Gênero Trachylepis Fitzinger 1843